# 1348. п. н. е.

## Догађаји
- претпостављена година рођења Меритатен, кћи Нефертити и Аменхотепа IV.